# Melvyn Gale
Melvyn Gale (15 de janeiro de 1952, Londres) é um violoncelista inglês.

## Carreira
Gale estudou música clássica na Royal Academy of Music e na Guildhall School of Music and Drama. Antes de ingressar no Electric Light Orchestra, ele já havia tocado com a London Palladium Orchestra, com quem teve sua primeira experiência profissional de concertos em 1970, em Londres. Ele também tocou com a London Youth Symphony Orchestra, o Bolshoi, Ballet Rambert e empresas e vários espectáculos no West End.
Ele era um violoncelista do Electric Light Orchestra, de 1975 substituindo Mike Edwards. Também é um consumado pianista, executando em "Wild West Hero", bem como, ocasionalmente, ao vivo no "Roll Over Beethoven".
Em 1979 apareceu em um vídeo do álbum Discovery, tocando ao lado do resto do grupo (Mik Kaminski no violino e Hugh McDowell no violoncelo). Ele permaneceu com o grupo até Jeff Lynne o final da banda.
Gale então construiu seu próprio estúdio de gravação com o seu amigo Frank Wilson em 1979. Em 12 de abril de 1980 seu primeiro álbum foi lançado, sob o nome de Wilson Gale & Co., e foi intitulado Gift Wrapped Set. O álbum foi gravado em Londres Ramport Studios pelo Jet Records.

## Vida Pessoal
Gale é pai de 3 filhos e avô. Não está mais ativo como músico e está envolvido com o funcionamento de uma fábrica de CD em Londres.